# ショプスカサラダ
ショプスカサラダ(Shopska salad)は、ブルガリアの冷たいサラダで、バルカン半島や中央ヨーロッパで人気がある。トマト、キュウリ、タマネギ、生またはローストしたトウガラシ、シレネ（チーズ）、パセリ等から作る。野菜は角切りにして食塩を振り、ヒマワリ油またはオリーブ油（酢を加えることもある）で和えておく。レストランでは、ドレッシングは分けて提供される。最後に、野菜を削るか角切りにしたシレネの厚い層で覆う。このサラダは、しばしばラキヤとともに前菜として食べられる。

## 歴史
ブルガリア東部のショプルク地方に因んで命名されたが、実際は1955年頃にヴァルナ近郊の黒海のリゾート地で発明された。それはブルガリアの初期の社会主義の産物であり、観光振興の一部であり、5つか6つの類似したレシピの唯一の生き残りであった。当時、Balkantouristの主任シェフがドブロジャ、マケドニア、トラキア、その他いくつかの似た名前のサラダを発明したが、ショプスカサラダだけが生き残った。1970年代から1980年代には、国の象徴の料理であった。このレシピは、ブルガリアから近隣の国に広まった。ショプルク地方はブルガリア、セルビア、マケドニアに分割されたため、後にマケドニアとセルビアはブルガリアとこのサラダの起源を争った。ルーマニアでも、ブルガリアサラダという名前で広まった。2014年、ショプスカサラダは、A Taste of Europeと呼ばれる欧州議会のイニシアチブで最も人気のあるレシピとなり、ブルガリアの最も認知度の高い料理に選ばれた。